# Max Appis
Max Appis (* 9. Februar 1926 in Fürth; † 24. Oktober 2003 ebenda) war ein deutscher Fußballspieler, der von 1947 bis 1961 als Aktiver der SpVgg Fürth in der Fußball-Oberliga Süd 302 Spiele absolviert und dabei 98 Tore erzielt hat.

## Laufbahn

### Jugend und Zweiter Weltkrieg, 1937 bis 1948
Max Appis wuchs in Fürth auf. Sein Vater Ludwig war bereits ein bekannter Spieler im Ronhof gewesen. Ab dem Juli 1937 jagte er in der Jugend der Kleeblattelf dem Leder nach. Sein späterer Mannschaftskamerad in der Oberliga, Richard Gottinger, war schon in der Jugendzeit sein Kamerad und Spielgefährte. Durch seine großartige Technik, die sich schon früh abzeichnende Elfmeter- und Freistoßspezialität, seiner Schusskraft und nicht zuletzt durch die vorhandenen Spielmacherqualitäten wurde er bereits mit 16 Jahren in der Ligamannschaft des dreimaligen Deutschen Meisters der Jahre 1914, 1926 und 1929 eingesetzt. Die Grün-Weißen aus Mittelfranken spielten damals in der Gauliga Nordbayern und das junge Talent kam am 4. Oktober 1942 beim 6:0-Auswärtserfolg bei Viktoria Aschaffenburg zu seinem Debüt. Die hoffnungsvolle Karriere wurde aber bereits 1943 durch die Einberufung zur Wehrmacht unterbrochen. 1944 geriet er in Gefangenschaft und war dreieinhalb Jahre in England interniert. Er kehrte im Frühjahr 1948 nach Fürth zurück und schloss sich sofort wieder seinem alten Verein an. In 13 Verbandsspielen konnte er in der Serie 1947/48 noch für das „Kleeblatt“ auflaufen, er erzielte dabei sechs Treffer, aber als 15. stieg die Spielvereinigung im Sommer 1948 aus der Oberliga Süd ab.

### Rückkehr und Oberliga, bis 1961
Im nächsten Jahrzehnt war er der unangefochtene Denker und Lenker des Fürther Spiels und wurde durch seine überragende Spielermacherqualität zu einer Legende. Der Aufenthalt in der Landesliga Bayern 1948/49 währte nur eine Runde, in der Aufstiegsrunde setzte sich Fürth souverän mit 11:1 Punkten gegen die Konkurrenz CSC 03 Kassel, 1. FC Pforzheim und den FV Zuffenhausen durch und kehrte sofort wieder in die Oberliga Süd zurück. Das Hoch nach dem Aufstieg hielt auch in der damaligen Erstklassigkeit im Süden an. Der Oberliga-Rückkehrer holte sich 1949/50 überraschend die süddeutsche Meisterschaft und verwies dabei den VfB Stuttgart mit fünf Punkten Vorsprung auf den zweiten Rang. Der Oberliga-Meister des Vorjahres, Kickers Offenbach, und der Deutsche Meister 1949, der VfR Mannheim folgten auf den Plätzen. Geführt von dem überragenden Spielgestalter Max Appis auf Halblinks schoss sich der Meisterschaftsangriff mit Rechtsaußen Horst Hoffmann, Halbrechts Otto Brenzke, Mittelstürmer Horst Schade und Linksaußen Hans Nöth mit seinen 77 Treffern auf ewig in die Fürther Oberliga-Annalen ein. Die Torjägerliste im Süden führten Schade mit 21 und Brenzke mit 20 Treffern an, Hoffmann steuerte 13 Tore bei und Spielgestalter Appis brachte es auf acht Tore in der vom Titelgewinn gekrönten Oberligarunde. In der Endrunde um die deutsche Meisterschaft scheiterten Appis und Kollegen im Halbfinale am 11. Juni 1950 gegen den Süd-Vize VfB Stuttgart. Die Schwaben setzten sich danach auch im Endspiel mit 2:1 Toren gegen den Süd-Dritten aus Offenbach durch.
Zuvor hatte aber der Fürther Spielmacher mit seinen Vereinskollegen Schade und Nöth am 19. März 1950 im Länderpokal – 1949/50 waren die Vertragsspieler aus den erstklassigen westdeutschen Oberligen und die Ländervertretungen aus der Ostzone zugelassen – mit Bayern gegen die Pfalz (Rudi Fischer, Werner Baßler, Werner Kohlmeyer, Werner Liebrich, Georg Gawliczek, Ottmar Walter, Karl Blankenberger; Fritz Walter fehlte durch Verletzung) im Stuttgarter Neckarstadion vor 89.000 Zuschauern das Endspiel mit 2:0 Toren (zweimal Schade) für sich entscheiden können. Zum 6:2-Halbfinalerfolg am 22. Januar 1950 in München gegen Niedersachsen (Hans Haferkamp, Fritz Apel, Adolf Vetter, Walter Schemel, Ernst-Otto Meyer, Karl-Heinz Gehmlich) hatte Appis zwei Tore beigesteuert.
Zur Titelverteidigung fehlten 1950/51 lediglich zwei Punkte. Der fränkische Lokalrivale 1. FC Nürnberg verwies Fürth auf den zweiten Rang. Appis hatte eine glänzende Runde gespielt und 18 Tore erzielt. In den Gruppenspielen um die deutsche Meisterschaft konnte sich die Mannschaft von Trainer Helmut Schneider nicht gegen die Konkurrenz aus Kaiserslautern, Schalke und St. Pauli durchsetzen. In fünf Spielen gelangen dem Fürther Spielmacher drei Tore. Als im Sommer 1953 Torjäger Horst Schade zum „Club“ wechselte, machte sich das in der Trefferquote der „Kleeblattelf“ negativ bemerkbar. Trotz der guten Mitspieler Hans Bauer, Herbert Erhardt, Richard Gottinger und Karl Mai konnte sich Appis mit der Spielvereinigung in den nächsten Jahren der Oberliga nicht mehr für die Endrundenspiele um die deutsche Meisterschaft qualifizieren. Als Höhepunkt ragten aber immer noch die Derbys gegen Nürnberg heraus. Eine besondere Glanztat vollbrachte dabei der Vollbluttechniker am 30. September 1956 beim 7:2-Derbysieg im Zabo.
Sein letztes Oberligaspiel absolvierte der 35-Jährige am 30. April 1961 im heimischen Ronhof beim 1:1-Remis gegen den Karlsruher SC. Insgesamt hat er für die Grün-Weißen über 600 Spiele bestritten. Dazu kommen noch Repräsentativspiele für Bayern und Süddeutschland, wie das Spiel am 18. März 1951 in Duisburg mit Süd- gegen Westdeutschland, als beim 4:0-Erfolg eine Kombination von Fürther und Nürnberger Akteuren Süddeutschland vertrat. Appis agierte dabei wie gewohnt auf Halblinks und erzielte einen Treffer.

### Spielertrainer und Tod
Zur Runde 1961/62 übte er das Amt des Spielertrainers bei Kickers Würzburg aus, bevor er von 1962 bis 1965 in gleicher Funktion beim TSV Burgfarnbach im Einsatz war.
Nachdem Max Appis am 24. Oktober 2003 verstorben war, begann das 2. Bundesligaspiel Greuther Fürth gegen Wacker Burghausen am 2. November 2003 mit einer Gedenkminute und der Vize-Präsident Edgar Burkart hielt danach eine kurze Ansprache zu Ehren des Verstorbenen.